# Reinaldo Vicente Simão
Reinaldo Vicente Simão (nacido el 23 de octubre de 1968) es un exfutbolista brasileño que se desempeñaba como centrocampista.
Jugó para clubes como el Juventude, Internacional, Corinthians, Portuguesa, Bellmare Hiratsuka, São Caetano, Fenerbahçe, Ankaragücü y Goiás.

## Trayectoria

### Clubes
| Club               | País    | Año         |
| ------------------ | ------- | ----------- |
| Juventude          | Brasil  | 1990        |
| Internacional      | Brasil  | 1990 - 1993 |
| Corinthians        | Brasil  | 1993        |
| Portuguesa         | Brasil  | 1994        |
| Bellmare Hiratsuka | Japón   | 1995 - 1997 |
| Portuguesa         | Brasil  | 1998 - 2000 |
| São Caetano        | Brasil  | 2001        |
| Fenerbahçe         | Turquía | 2002        |
| Ankaragücü         | Turquía | 2003        |
| Goiás              | Brasil  | 2004        |